# Pallacanestro ai Giochi della XIV Olimpiade
Il torneo di pallacanestro ai Giochi della XIV Olimpiade si disputò a Londra dal 30 luglio al 14 agosto 1948, e vide la vittoria degli Stati Uniti.

## Sedi delle partite
Gli incontri vennero disputati presso la Harringay Arena di Harringay, North London. Si giocò al coperto, per evitare che si ripetessero i disagi dovuti alle condizioni meteorologiche avverse che erano state affrontate nel corso delle finali del precedente torneo.

## Squadre partecipanti
Al torneo parteciparono 23 squadre: oltre alla Gran Bretagna, paese ospitante, altre 22 nazionali si iscrissero secondo un sistema di libera registrazione.
- Argentina
- Brasile
- Belgio
- Canada
- Cecoslovacchia
- Cile
- Corea del Sud
- Cuba

- Egitto
- Filippine
- Francia
- Iran
- Iraq
- Irlanda
- Italia
- Messico

- Perù
- Gran Bretagna
- Stati Uniti
- Svizzera
- Taiwan
- Ungheria
- Uruguay

## Formula
Le 23 squadre sono state divise in 4 gruppi, con la formula del girone all'italiana; accedono alla fase dei quarti di finale a eliminazione diretta le prime due classificate (in caso di parità prevale la media canestri). Le altre squadre disputano le fasi a eliminazione diretta per stabilire la classifica dal 9º al 23º posto.

## Risultati

### Prima fase

#### Gruppo A
| Team             | Pt | V - P | Pf - Ps   |
| ---------------- | -- | ----- | --------- |
| 1. Brasile       | 10 | 5 - 0 | 261 - 150 |
| 2. Uruguay       | 8  | 3 - 2 | 246 - 170 |
| 3. Canada        | 8  | 3 - 2 | 222 - 205 |
| 4. Ungheria      | 8  | 3 - 2 | 201 - 172 |
| 5. Italia        | 6  | 1 - 4 | 170 - 208 |
| 6. Gran Bretagna | 5  | 0 - 5 | 103 - 298 |

#### Gruppo B
| Team             | Pt | V - P | Pf - Ps   |
| ---------------- | -- | ----- | --------- |
| 1. Cile          | 8  | 3 - 2 | 269 - 162 |
| 2. Corea del Sud | 8  | 3 - 2 | 258 - 152 |
| 3. Belgio        | 8  | 3 - 2 | 234 - 156 |
| 4. Filippine     | 8  | 3 - 2 | 262 - 200 |
| 5. Taiwan        | 8  | 3 - 2 | 281 - 202 |
| 6. Iraq          | 5  | 0 - 5 | 113 - 545 |

#### Gruppo C
| Team              | Pt | V - P | Pf - Ps   |
| ----------------- | -- | ----- | --------- |
| 1. Stati Uniti    | 10 | 5 - 0 | 325 - 167 |
| 2. Cecoslovacchia | 9  | 4 - 1 | 217 - 190 |
| 3. Argentina      | 8  | 3 - 2 | 246 - 199 |
| 4. Perù           | 7  | 2 - 3 | 198 - 187 |
| 5. Egitto         | 6  | 1 - 4 | 162 - 252 |
| 6. Svizzera       | 5  | 0 - 5 | 120 - 269 |

#### Gruppo D
| Team       | Pt | V - P | Pf - Ps   |
| ---------- | -- | ----- | --------- |
| 1. Messico | 8  | 4 - 0 | 184 - 109 |
| 2. Francia | 7  | 3 - 1 | 214 - 131 |
| 3. Cuba    | 6  | 2 - 2 | 213 - 131 |
| 4. Iran    | 5  | 1 - 3 | 136 - 219 |
| 5. Irlanda | 4  | 0 - 4 | 70 - 281  |

### Seconda fase

#### Torneo 17º-23º posto

##### Quarti di finale
| Squadra 1     | Risultato | Squadra 2 |
| ------------- | --------- | --------- |
| Taiwan        | 42-34     | Svizzera  |
| Gran Bretagna | 46-21     | Irlanda   |
| Italia        | 77-28     | Iraq      |
| Egitto        | BYE       | -         |

##### 21º-23º posto
Semifinali
| Squadra 1 | Risultato | Squadra 2 |
| --------- | --------- | --------- |
| Irlanda   | 12-55     | Svizzera  |
| Iraq      | BYE       | -         |

Finale
| Squadra 1 | Risultato | Squadra 2 |
| --------- | --------- | --------- |
| Svizzera  | 2-0       | Iraq      |

- 21º posto: Svizzera
- 22º posto: Iraq
- 23º posto: Irlanda

##### 17º-20º posto
Semifinali
| Squadra 1 | Risultato | Squadra 2     |
| --------- | --------- | ------------- |
| Taiwan    | 54-25     | Gran Bretagna |
| Italia    | 35-33     | Egitto        |

Finali
| Squadra 1     | Risultato | Squadra 2 |
| ------------- | --------- | --------- |
| Gran Bretagna | 18-50     | Egitto    |
| Taiwan        | 38-54     | Italia    |

- 17º posto: Italia
- 18º posto: Taiwan
- 19º posto: Egitto
- 20º posto: Gran Bretagna

#### Torneo 9º-16º posto

##### Quarti di finale
| Squadra 1 | Risultato | Squadra 2 |
| --------- | --------- | --------- |
| Belgio    | 2-0       | Ungheria  |
| Canada    | 81-25     | Iran      |
| Cuba      | 40-45     | Perù      |
| Argentina | 43-45     | Filippine |

##### 13º-16º posto
Semifinali
| Squadra 1 | Risultato | Squadra 2 |
| --------- | --------- | --------- |
| Cuba      | 35-34     | Argentina |
| Iran      | 2-0       | Ungheria  |

Finali
| Squadra 1 | Risultato | Squadra 2 |
| --------- | --------- | --------- |
| Argentina | 2-0       | Ungheria  |
| Cuba      | 70-36     | Iran      |

- 13º posto: Cuba
- 14º posto: Iran
- 15º posto: Argentina
- 16º posto: Ungheria

##### 9º-12º posto
Semifinali
| Squadra 1 | Risultato | Squadra 2 |
| --------- | --------- | --------- |
| Canada    | 45-40     | Belgio    |
| Perù      | 40-29     | Filippine |

Finali
| Squadra 1 | Risultato | Squadra 2 |
| --------- | --------- | --------- |
| Belgio    | 38-34     | Filippine |
| Canada    | 49-43     | Perù      |

- 9º posto: Canada
- 10º posto: Perù
- 11º posto: Belgio
- 12º posto: Filippine

### Fase ad eliminazione diretta
|  | Quarti 9 agosto 1948 | Quarti 9 agosto 1948 |             |         | Semifinali 11 agosto 1948 | Semifinali 11 agosto 1948 |  |  | Finali 13 agosto 1948 | Finali 13 agosto 1948 |
|  |                      |                      |             |         |                           |                           |  |  |                       |                       |
|  |                      |                      |             |         |                           |                           |  |  |                       |                       |
|  |                      |                      |             |         |                           |                           |  |  |                       |                       |
|  | Uruguay              | 28                   |             |         |                           |                           |  |  |                       |                       |
|  | Uruguay              | 28                   |             |         |                           |                           |  |  |                       |                       |
|  | Stati Uniti          | 63                   |             |         |                           |                           |  |  |                       |                       |
|  | Stati Uniti          | 63                   | Stati Uniti | 71      |                           |                           |  |  |                       |                       |
|  |                      |                      | Stati Uniti | 71      |                           |                           |  |  |                       |                       |
|  |                      | Messico              | 40          |         |                           |                           |  |  |                       |                       |
|  | Messico              | Messico              | 40          | 43      |                           |                           |  |  |                       |                       |
|  | Messico              |                      |             | 43      |                           |                           |  |  |                       |                       |
|  | Corea del Sud        | 32                   |             |         |                           |                           |  |  |                       |                       |
|  | Corea del Sud        | 32                   | Stati Uniti | 65      |                           |                           |  |  |                       |                       |
|  |                      |                      | Stati Uniti | 65      |                           |                           |  |  |                       |                       |
|  |                      | Francia              | 21          |         |                           |                           |  |  |                       |                       |
|  | Cile                 | Francia              | 21          | 52      |                           |                           |  |  |                       |                       |
|  | Cile                 |                      |             | 52      |                           |                           |  |  |                       |                       |
|  | Francia              | 53                   |             |         |                           |                           |  |  |                       |                       |
|  | Francia              | 53                   | Francia     | 43      | 3º posto                  | 3º posto                  |  |  |                       |                       |
|  |                      |                      | Francia     | 43      | 3º posto                  | 3º posto                  |  |  |                       |                       |
|  |                      | Brasile              | 33          |         |                           |                           |  |  |                       |                       |
|  | Brasile              | Brasile              | 33          | 28      | Messico                   | 47                        |  |  |                       |                       |
|  | Brasile              |                      |             | 28      | Messico                   | 47                        |  |  |                       |                       |
|  | Cecoslovacchia       | 23                   |             | Brasile | 52                        |                           |  |  |                       |                       |
|  | Cecoslovacchia       | 23                   |             |         | 52                        |                           |  |  |                       |                       |
|  |                      |                      |             |         |                           |                           |  |  |                       |                       |
|  |                      |                      |             |         |                           |                           |  |  |                       |                       |

|  | Spareggi 11 agosto 1948 | Spareggi 11 agosto 1948 | Spareggi 11 agosto 1948 |      |         | Finale 5º-6º posto 13 agosto 1948 | Finale 5º-6º posto 13 agosto 1948 | Finale 5º-6º posto 13 agosto 1948 |  |
|  |                         |                         |                         |      |         |                                   |                                   |                                   |  |
|  | Uruguay                 | Uruguay                 | 45                      |      |         |                                   |                                   |                                   |  |
|  | Uruguay                 | Uruguay                 | 45                      |      |         |                                   |                                   |                                   |  |
|  | Corea del Sud           | Corea del Sud           | 36                      |      |         |                                   |                                   |                                   |  |
|  | Corea del Sud           | Corea del Sud           | 36                      |      | Uruguay | Uruguay                           | 33                                |                                   |  |
|  |                         |                         |                         |      | Uruguay | Uruguay                           | 33                                |                                   |  |
|  |                         |                         | Cile                    | Cile | 23      |                                   |                                   |                                   |  |
|  | Cecoslovacchia          | Cecoslovacchia          | Cile                    | Cile | 23      | 36                                |                                   |                                   |  |
|  | Cecoslovacchia          | Cecoslovacchia          |                         |      |         | 36                                |                                   |                                   |  |
|  | Cile                    | Cile                    | 38                      |      |         | Finale 7º-8º posto 13 agosto 1948 | Finale 7º-8º posto 13 agosto 1948 | Finale 7º-8º posto 13 agosto 1948 |  |
|  | Cile                    | Cile                    | 38                      |      |         |                                   |                                   |                                   |  |
|  |                         |                         |                         |      |         |                                   |                                   |                                   |  |
|  |                         |                         |                         |      |         | Cecoslovacchia                    | Cecoslovacchia                    | 50                                |  |
|  |                         |                         |                         |      |         | Cecoslovacchia                    | Cecoslovacchia                    | 50                                |  |
|  |                         |                         |                         |      |         | Corea del Sud                     | Corea del Sud                     | 32                                |  |

#### Quarti di finale
| Londra 9 agosto 1948                                 | Uruguay | 28 – 63 (17-31) referto | Stati Uniti | Harringay Arena |
| \| \| \| \| \| Lombardo 14 \| Punti \| 19 Kurland \| |         |                         |             |                 |
|                                                      |         |                         |             |                 |
| Lombardo 14                                          | Punti   | 19 Kurland              |             |                 |

| Londra 9 agosto 1948                             | Messico | 43 – 32 (24-16) referto | Corea del Sud | Harringay Arena |
| \| \| \| \| \| Santos 18 \| Punti \| 9 Lee S. \| |         |                         |               |                 |
|                                                  |         |                         |               |                 |
| Santos 18                                        | Punti   | 9 Lee S.                |               |                 |

| Londra 9 agosto 1948                                       | Cile  | 52 – 53 (d.1t.s.) (25-18, 42-42) referto | Francia | Harringay Arena |
| \| \| \| \| \| Mahana, Sánchez 10 \| Punti \| 12 Chocat \| |       |                                          |         |                 |
|                                                            |       |                                          |         |                 |
| Mahana, Sánchez 10                                         | Punti | 12 Chocat                                |         |                 |

| Londra 9 agosto 1948                                                                 | Brasile | 28 – 23 (10-13) referto | Cecoslovacchia | Harringay Arena |
| \| \| \| \| \| Alfredo da Motta, Massinet, Ruy de Freitas 5 \| Punti \| 12 Mrázek \| |         |                         |                |                 |
|                                                                                      |         |                         |                |                 |
| Alfredo da Motta, Massinet, Ruy de Freitas 5                                         | Punti   | 12 Mrázek               |                |                 |

#### Semifinali
| Londra 11 agosto 1948, ore 19:30               | Stati Uniti | 71 – 40 (30-15) referto | Messico | Harringay Arena |
| \| \| \| \| \| Groza 19 \| Punti \| 9 Acuña \| |             |                         |         |                 |
|                                                |             |                         |         |                 |
| Groza 19                                       | Punti       | 9 Acuña                 |         |                 |

| Londra 11 agosto 1948, ore 21:30                             | Brasile | 33 – 43 (19-23) referto | Francia | Harringay Arena |
| \| \| \| \| \| Alfredo da Motta 12 \| Punti \| 16 Derency \| |         |                         |         |                 |
|                                                              |         |                         |         |                 |
| Alfredo da Motta 12                                          | Punti   | 16 Derency              |         |                 |

#### Finali
3º e 4º posto
| Londra 13 agosto 1948, ore 19:30                            | Brasile | 52 – 47 (17-25) referto | Messico | Harringay Arena |
| \| \| \| \| \| Alfredo da Motta 26 \| Punti \| 17 Santos \| |         |                         |         |                 |
|                                                             |         |                         |         |                 |
| Alfredo da Motta 26                                         | Punti   | 17 Santos               |         |                 |

1º e 2º posto
| Arbitri: | Vittorio Ugolini Abdelazim Ashri |

| |            | |
| Groza 11 Lumpp 10 Barksdale 8                                                                                    | Punti      | 8 Chocat 5 Perrier 3 Thiolon |
| Beck, Renick, Pitts, Carpenter, Kurland Beard, Groza, Barker, Lumpp, Rollins, Jones, Boryla, Barksdale, Robinson | Formazioni | Perrier, Guillou, Buffière, Chocat, Derency Thiolon, Offner, Desaymonet, Rebuffic; n.e.: Barrais, Bonnevie, Even, Girardot, Quenin |
| Omar Browning | Allenatori | Robert Busnel |

## Classifica finale
| Campione olimpico | Campione olimpico | Campione olimpico |
| --- | ----------------- | --- |
| Stati Uniti11 Beck, 12 Beard, 15 Groza, 23 Barker, 24 Lumpp, 26 Rollins, 27 Jones, 30 Boryla, 33 Barksdale, 55 Renick, 66 Carpenter, 77 Robinson, 90 Kurland, 99 Pitts, All. Omar Browning |                   | |
| Argento | Francia           | Francia3 Buffière, 4 Derency, 5 Thiolon, 6 Perrier, 7 Chocat, 8 Offner, 9 Even, 10 Desaymonet, 11 Guillou, 12 Bonnevie, 13 Girardot, 14 Rebuffic, 15 Quenin, 16 Barrais, All. Robert Busnel             |
| Bronzo | Brasile           | BrasileAfonso Évora, Alberto Marson, Alfredo da Motta, Algodão, Benvenuti, Bráz, Gemignani, Guilherme, Marcus Vinícius, Massinet, Nilton Pacheco, Ruy de Freitas, All. Moacyr Brondi Daiuto             |
| 4. | Messico           | Messico3 Gudiño, 4 Galindo, 5 López, 9 Acuña, 12 Bienvenú, 13 F. Rojas, 14 J. Rojas, 19 Cardiel, 21 Alfaro, 22 Romo, 29 Cabrera, 33 Guerrero, 55 Díaz, 77 Santos, All. Agustín García                   |
| 5. | Uruguay           | UruguayAcosta y Lara, Antón, Cieslinskas, Demarco, Diab, Eidlin, Folle, García, Gordon, Lombardo, Lovera, Magariños, Roselló, Ruiz, All. Raúl Canale                                                    |
| 6. | Cile              | CileCordero, Figueroa, Gallo, Hammer, Kapstein, Ledesma, Mahana, Marmentini, Mitrovic, Moreno, Parra, Raffo, Sánchez, Verdugo, All. Luis Valenzuela                                                     |
| 7. | Cecoslovacchia    | Cecoslovacchia3 Chlup, 4 Drvota, 5 Kozák, 6 Krása, 7 Trpkoš, 8 Toms, 9 Benáček, 10 Křepela, 12 Kalina, 13 Ezr, 14 Bělohradský, 15 Siegel, 16 Krenický, 17 Mrázek, All. Josef Fleischlinger              |
| 8. | Corea del Sud     | Corea del Sud3 Jang, 5 O, 6 Bang, 7 Lee S., 8 Lee J., 9 Kang, 10 Jo, 11 Kim, 12 An, All. Lee Seong-gu                                                                                                   |
| 9. | Canada            | Canada3 Bell, 4 Morein, 5 Lands, 6 Scarr, 7 McGeer, 8 Mitchell, 9 Tolchinsky, 10 Kermode, 11 Munro, 12 Bakken, 13 Campbell, 14 Bloomfield, 15 Waxman, 16 Strulovitch, All. Bob Osborne                  |
| 10. | Perù              | Perù3 Ahrens, 5 Vizcarra, 6 Salas, 7 Soracco, 8 Drago, 9 Fernández, 10 Alegre, 11 Fiestas, 13 Descalzo, 14 Ferreyros, 15 Sánchez, All. -                                                                |
| 11. | Belgio            | Belgio3 Van Wambeke, 4 Steurbaut, 5 Meuris, 6 Baert, 7 Hermans, 8 Kets, 9 Coosemans, 10 A. Hollanders, 11 H. Hollanders, 12 Bernaer, 13 Van De Goor, 14 De Pauw, 15 Poppe, 16 Lampo, All. Raymond Briot |
| 12. | Filippine         | Filippine3 F. Fajardo, 4 dela Cruz, 5 Campos, 6 Fulgencio, 7 Mumar, 8 Martínez, 9 Vestil, 10 Decena, 11 G. Fajardo, 12 Araneta, All. Dionisio Calvo                                                     |
| 13. | Cuba              | CubaAgüero, A. Álvarez, Faget, C. García, J. García, García-Ordóñez, Lavernia, Llanusa, Llaneras, López, Otero, Quintero, Ruiz, Wiltz, All. -                                                           |
| 14. | Iran              | IranAshtari, Ehsasi, Esfandiary, Hashemi, Karandish, Mohtadi, Rafati, Sadeghi, Salabi, Shademan, Soroudi, Soudipour, Zadegan, All. Kazem Rambari                                                        |
| 15. | Argentina         | Argentina3 Furlong, 4 Varani, 5 González, 6 Lledó, 7 Ruffa, 8 Guerrero, 9 Martinetti, 10 Menini, 11 Uder, 12 Vío, 13 Contarbio, 14 Nuré, 15 Calvo, 16 Pérez, All. Jorge Canavesi                        |
| 16. | Ungheria          | UngheriaBánkuti, Benedek, Halász, Kardos, Kozma, Lovrics, Mezőfi, Nagy, Novakovszky, A. Timár-Geng, I. Timár-Geng, Vadászi, Verbényi, Zsíros, All. János Gyimesi                                        |
| 17. | Italia            | Italia3 Marinelli, 4 Bersani, 5 Tracuzzi, 6 Primo, 7 Romanutti, 8 Rapini, 9 Cerioni, 10 Ferriani, 11 Marietti, 12 Pellarini, 13 Nesti, 14 Mantelli, 15 Ranuzzi, 33 Stefanini, All. Elliott Van Zandt    |
| 18. | Taiwan            | Repubblica di Cina3 Cai W., 4 Wu, 5 Yu J., 6 Li Z., 7 Yu R., 8 Jia, 9 Lee, 10 Cai Z., 11 Bao, 12 Huang, All. Song Junfu                                                                                 |
| 19. | Egitto            | EgittoAbbas, Abou Ouf, el-Kheir, Catafago, Sabri, Tadros, Habib, Hafez, Makzoumi, Moawad, Montassir, Nessim, Soliman, Youssef, All. Neal Harris                                                         |
| 20. | Gran Bretagna     | Gran Bretagna3 Price, 4 Norris, 5 S. Weston, 6 Davies, 7 Finlay, 8 Hunt, 9 Cole, 10 D. Legg, 11 R. Legg, 12 H. Weston, 13 Eke, 14 Stan McMeekan, 15 Sid McMeekan, All. James Clay                       |
| 21. | Svizzera          | Svizzera3 Stockly, 4 Gujer, 5 Pollet, 6 Chollet, 7 Chevalley, 8 Albrecht, 9 Bossy, 10 Geiser, 11 Tribolet, 12 Landini, 13 Paré, 14 Dutoit, 15 Baumann, 16 Piaget, All. André Mottier                    |
| 22. | Iraq              | Iraq4 Irfan, 5 Hashim, 6 A. Salman, 7 Ahmed, 8 Awni, 9 M. Salman, 21 Hallaq, 22 Younan, 24 Faraj, 25 Khalil, All. -                                                                                     |
| 23. | Irlanda           | Irlanda3 O'Donovan, 4 O'Connor, 5 Malone, 6 Crehan, 7 McGee, 8 Jackson, 9 Boland, 10 Keenan, 11 McLoughlin, 12 D. Sheriff, 13 Reddin, 14 P. Sheriff, 15 Flynn, 16 Walsh, All. Donald McCormack          |